# Robert Misrahi
Robert Misrahi (pronunciación en francés: /miz.ʁa.i/; París, 3 de enero de 1926-1 de octubre de 2023) fue un filósofo francés. Especializado en la obra del pensador neerlandés Baruch Spinoza, fue profesor emérito de la Universidad de París I.

## Biografía
Nacido en París en el seno de una familia de origen turco-judío, Misrahi estudió en la Universidad de París (Sorbona), donde se convirtió en un protegido de Jean-Paul Sartre. Tras desarrollar su carrera profesional en la Universidad de París I, fue finalmente profesor emérito de ética y filosofía en la Universidad de París I Panthéon-Sorbonne. Publicó una serie de obras en torno a Spinoza, en especial sobre los fundamentos de la felicidad. Ha publicado una serie de obras en publicaciones, como Les Temps Modernes, Encyclopædia Universalis, Le Dictionnaire des filosofies "PUF", pero también ha colaborado en la prensa diaria y revistas como Libération o le Nouvel Observateur.
En noviembre de 2002, publicó una polémica columna en el semanario de humor Charlie Hebdo con respecto a un libro de la controvertida periodista italiana Oriana Fallaci, la Rage et l'Orgueil. 
Durante sus estudios en la Sorbona, fue militante sionista del grupo de Leji. Supuestamente, Misrahi fue contratado para llevar a cabo un ataque terrorista en suelo británico. En efecto, en marzo de 1947 visitó la capital londinense y colocó una bomba en el Club Colonial, centro recreativo para estudiantes y soldados de las colonias británicas en África e Indias occidentales. La bomba, que detonó el 7 de marzo de 1947, causó graves desperfectos en las instalaciones del club y produjo varios heridos.

## Obras
- La condición réflexive de l'homme juif, Julliard, 1963
- Baruch Spinoza, Choix de textes et Introducción, Seghers, 1964
- Martin Buber, philosophe de la relación, Seghers, 1968
- Lumière, el inicio et liberté, Plon, 1969 ; Seuil, 1996
- Le Désir et la réflexion dans la philosophie de Spinoza, Gordon y Violación, 1972
- Marx et la question juive, Gallimard, 1972
- La philosophie politique et l'Etat d'Israel, Mouton, 1975
- Traité du bonheur: 1, la construcción d'un Castillo, Seuil, 1981, 1995 ; nudo Celta, 2006
- Traité du bonheur: 2, éthique, politique et bonheur, Seuil, 1984
- Traité du bonheur: 3, les actes de la alegría, PUF, 1987, 1997 (Réédied Encre marino, 2010)
- Ético, de Spinoza, Traducción, Introducción, Commentaires et Índice de Robert Misrahi, PUF, 1990, 1993 ; ediciones de l'Eclat, 2005
- Le Corps et l'esprit dans la philosophie de Spinoza, Sanofi, les Empêcheurs de penser en rond, 1992
- Spinoza, Grancher, 1992
- Le bonheur, Essai sur la alegría, Hatier, 1994
- La problématique du sujet aujourd'hui, encre marina, 1994
- La significación de l'éthique, Sanofi - les Empêcheurs de penser en rond, 1995
- Existencia et Démocratie, PUF, 1995
- La goce d'être: Le sujet et son désir, essai d'anthropologie philosophique, encre marina, 1996, 2009
- Les figuras du moi et la question du sujet depuis la Renaissance, Armand Colin, 1996
- L'être et la alegría, Perspectivas synthétiques sur le spinozisme, encre marina, 1997
- Qu'est-ce que l'éthique ?, Armand Colin, 1997
- Spinoza, Armand Colin, 1998
- Qu'est-ce que la liberté ?, Armand Colin, 1998
- Qui est l'autre ?, Armand Colin, 1999
- Désir et besoin, Elipses, 2001
- 100 mots pour construire hijo bonheur, Le Seuil - les Empêcheurs de penser en rond, 2004
- 100 mots sur l'Ethique de Spinoza, Le Seuil - les Empêcheurs de penser en rond, 2005
- Spinoza, Médicis-Entrelacs, 2005
- Le philosophe, le paciente et le soignant, Les Empêcheurs de penser en rond, 2006
- Le Travail de la liberté, Le bord de l'eau, 2008
- "Savoir vivre". Manuel à l'usage des désespérés, mantenimiento entre Hélène Fresnel et Robert Misrahi, encre marino, 2010

## Otras obras
- "Notice introductive à la Correspondance de Spinoza", in Œuvres complètes de Spinoza, texte traduit, présenté et annoté par R.Caillois, M.Francès et R.Misrahi, Gallimard - La Pléiade, 1954
- "La coexistence ou la guerre", in Le Conflit israélo-arabe, sous la direction de Jean-Paul Sartre, Les Temps modernes, June 1967
- "L'antisémitisme latent", in Racisme et société, sous la direction de C.Duchet et P.de Comarmond, Maspero, 1969
- "Pour une phénoménologie existentielle intégrale", in Questions à l'œuvre de Sartre, Les Temps modernes, 1990
- "Critique de la théorie de la souffrance dans l'ontologie de Schopenhauer", in Présences de Schopenhauer, sous la direction de Roger-Pol Droit, Grasset, 1991
- "Du bonheur, entretien avec Belinda Cannone", in Esprit, août-septembre 1998
- "De la mort et de l'attachement à la vie", in La fabrication de la mort, sous la direction de Ruth Scheps, interviews diffusées sur France Culture et éditées par les Empêcheurs de penser en rond, 1998
- "La Métaphysique de Spinoza" in Métaphysique, sous la direction de Renée Bouveresse, Ellipses, 1999
- "Le Bonheur. Signification. Difficultés et voies d'accès", in Philosopher 2, sous la direction de Christian Delacampagnc et Robert Maggiori, Fayard, 1999
- "Le libre désir", in '"ENTRE DÉSIR ET RENONCEMENT" - Marie de Solemne. Éd. Dervy, Éd. Albin-Michel